# Fontaine Subé
La fontaine Subé est une fontaine se situant sur la place Drouet-d'Erlon dans le centre de Reims, elle y remplaça la statue de Drouet d'Erlon.

## Histoire
De 1750 à 1840, une statue érigée en l'honneur de Louis-Jean Levesque de Pouilly se tenait à l'endroit où se tient l'actuelle fontaine.

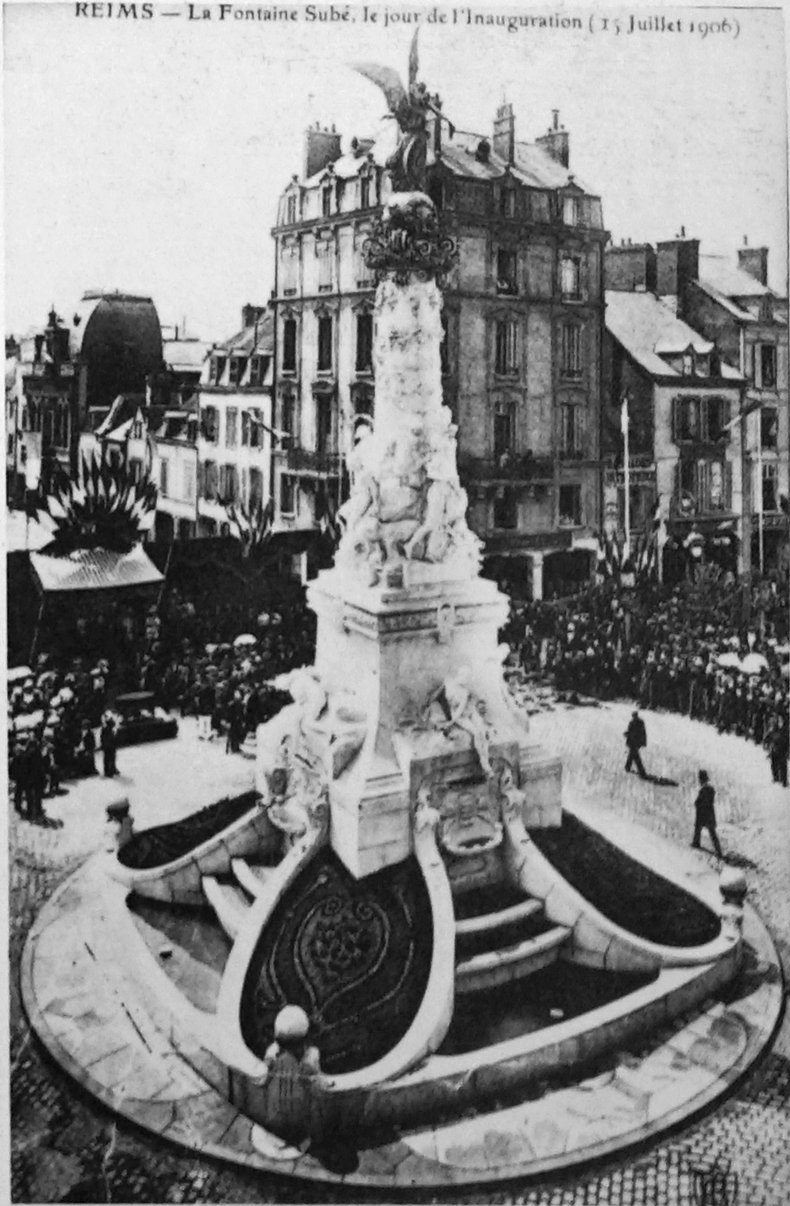
Cérémonie de l'inauguration.

Grâce aux dons de 200 000 francs or du Rémois Auguste Subé (1807-1899) et après un appel à projets en 1903 qui reçut 87 réponses, les sculpteurs Paul Gasq, Paul Auban et Louis Baralis, l'ornementaliste Joseph Wary et l'architecte André Najoux la fabriquent en la surmontant d'une Renommée en bronze et la dédiant aux quatre cours d'eau qui traversent le département de la Marne.
La première pierre fut posée le 23 mai 1905. La fontaine fut inaugurée le 15 juillet 1906 sous la présidence du ministre des affaires étrangères et sénateur Léon Bourgeois, et en présence du maire Adrien Pozzi.
Dès son inauguration, le faible débit d'eau de la fontaine  (12 litres par seconde) est critiqué par les habitants. Les naïades nues représentant les axes fluviaux provoquent également des réactions.
En 1942, l'occupant enlève la statue en bronze. D'autres éléments de la composition disparaissent. À l'issue de la Seconde Guerre mondiale, 60 % de la ville de Reims est détruit, mais la fontaine n'a pas bougé.
Le 15 septembre 2016, après six mois de travaux pour un budget de 650 000 € (financé en grande partie grâce au mécénat), la fontaine est restaurée avec un nouvel éclairage nocturne, une statuaire nettoyée et un débit plus puissant.

## Description
La colonne, enguirlandée de vigne, mesure 17 mètres de haut. Elle fut réalisée avec des pierres de Corgoloin et Chassignelles. Les symboles présents sont la ville de Reims (femme debout, couronnée et drapée), le commerce (Mercure), la vigne, l'industrie (forgeron), l'agriculture (berger). 
Son sommet est surmonté d'un ange doré et sur son piédestal sont gravés la Suippe, la Marne, la Vesle et l'Aisne qui se déversent chacune d'une conque, c'est une allégorie qui n'eut jamais d'eau[pas clair].
Elle est surmontée par une grande Victoire dorée de Jean Barat posée en 1989 nommée La Gloire.
La Suippe y est orthographiée « Suippes » (ancienne orthographe).
C'est à l'initiative de l'architecte rémois Bernard Fouqueray que la nouvelle statue fut érigée au sommet de la fontaine Subé, exécutée par le sculpteur Jean Barat en 1989, inspirée d'un petit bronze de Paul Gatz,.

## Galerie

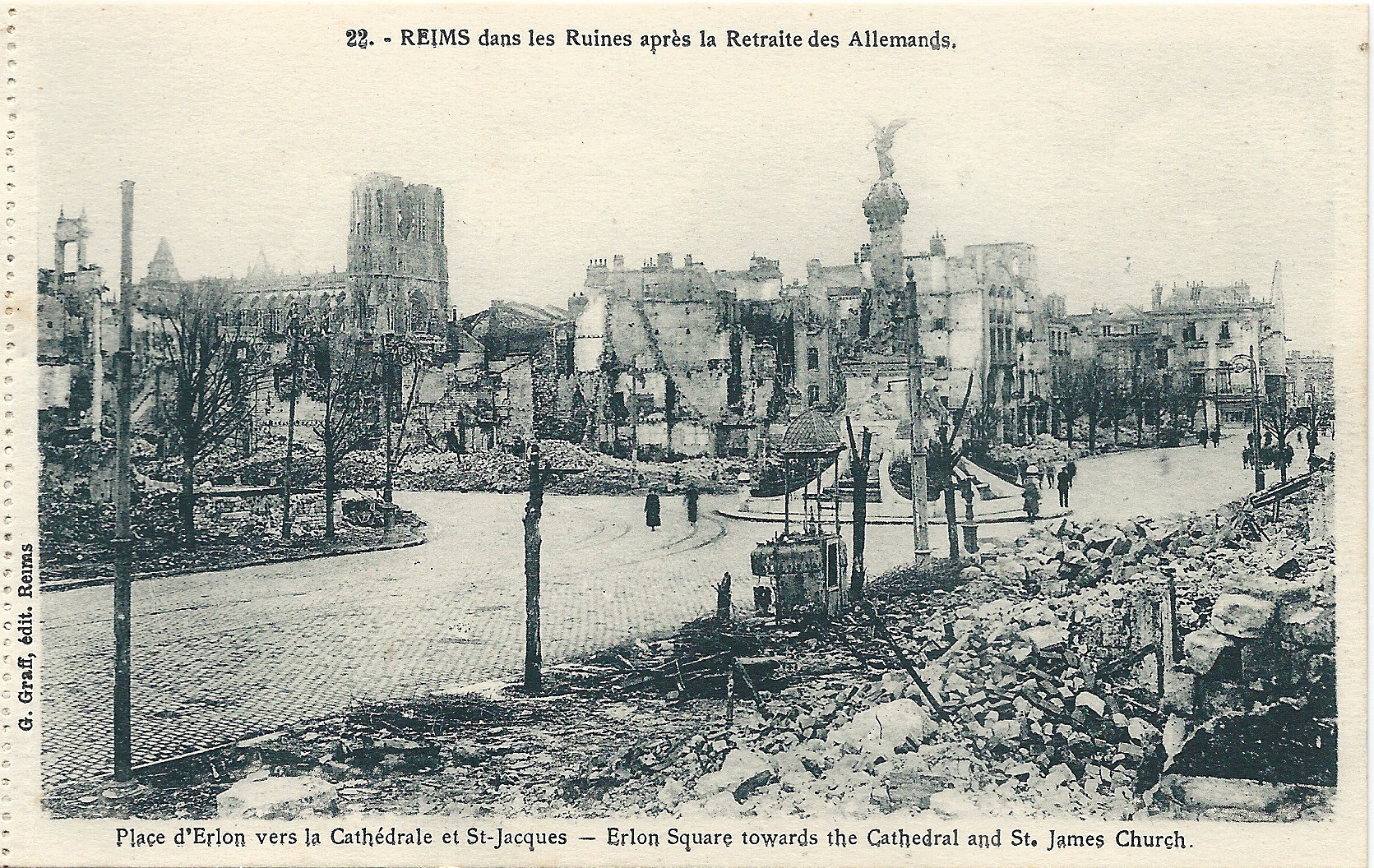
Au sortir de la Première Guerre mondiale.
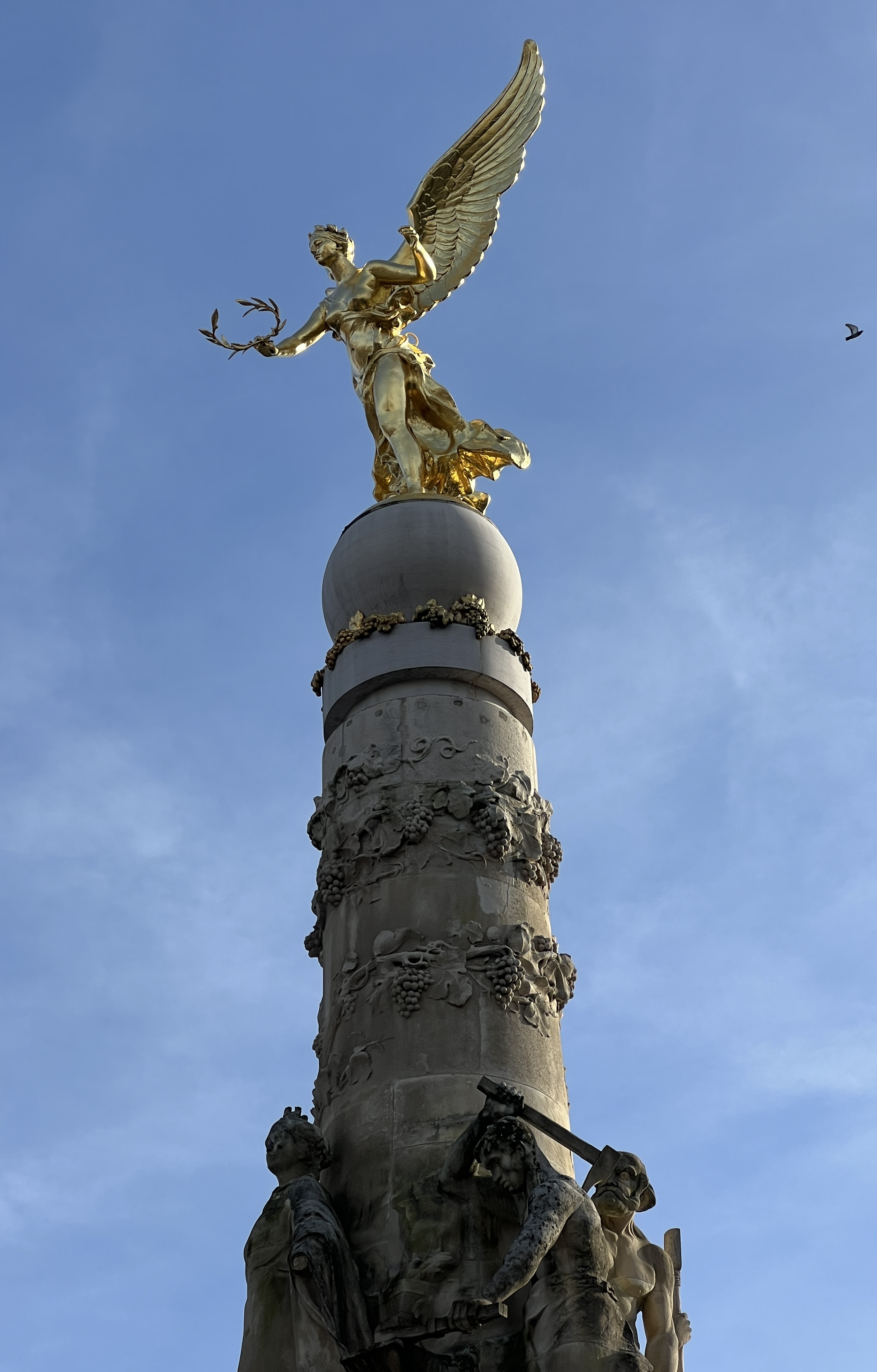
La fontaine.
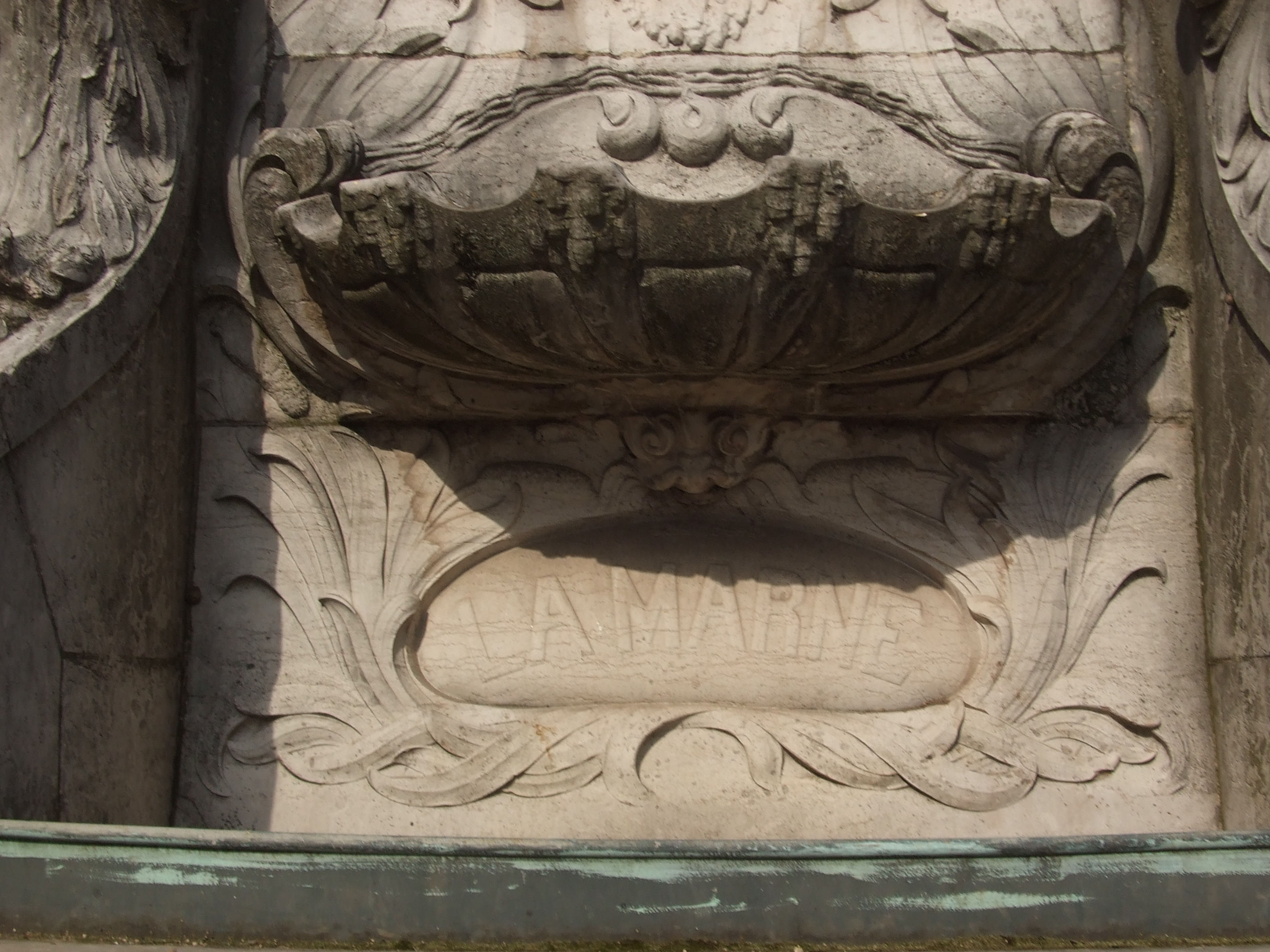
La Marne.
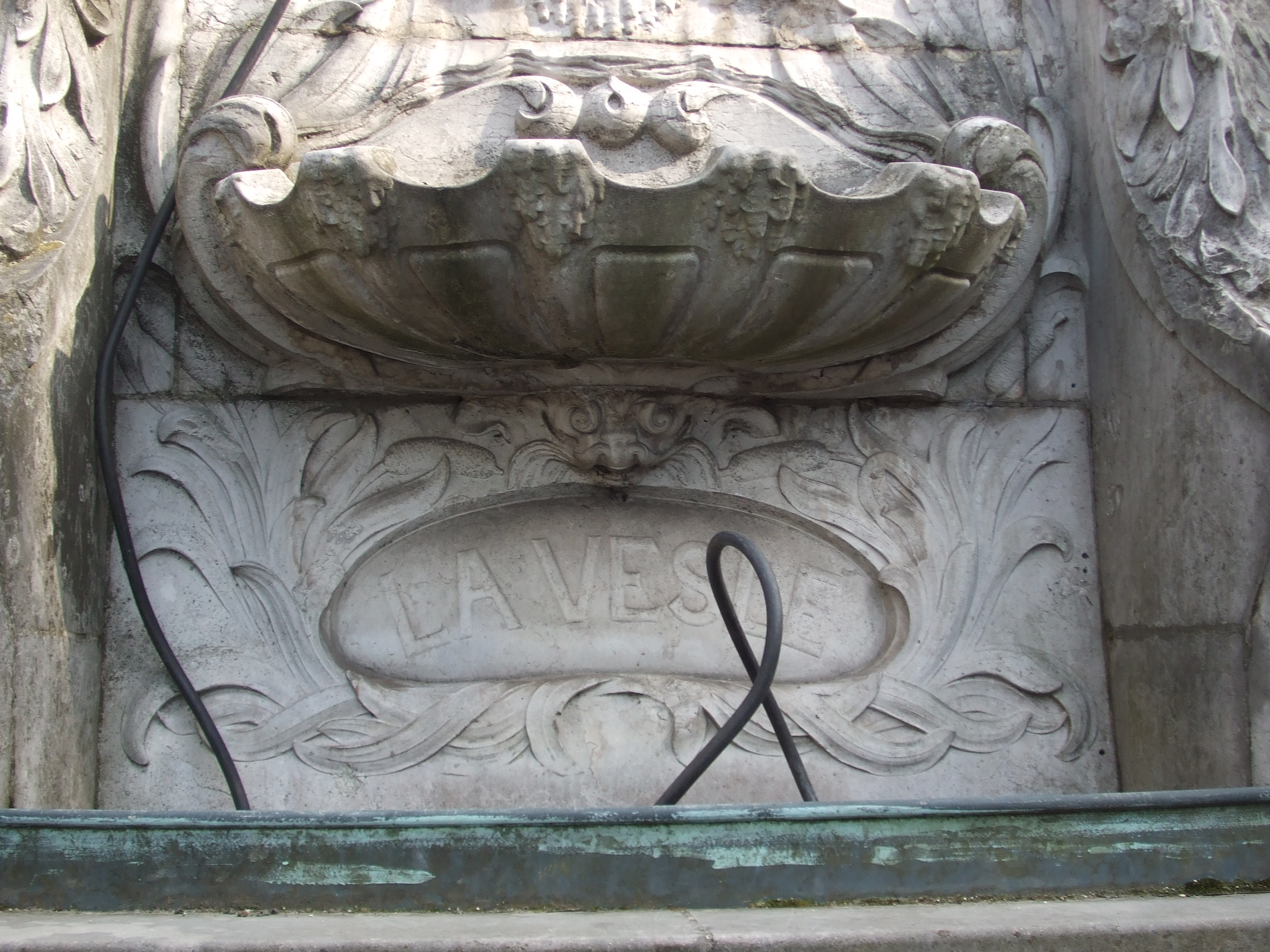
La Vesle.
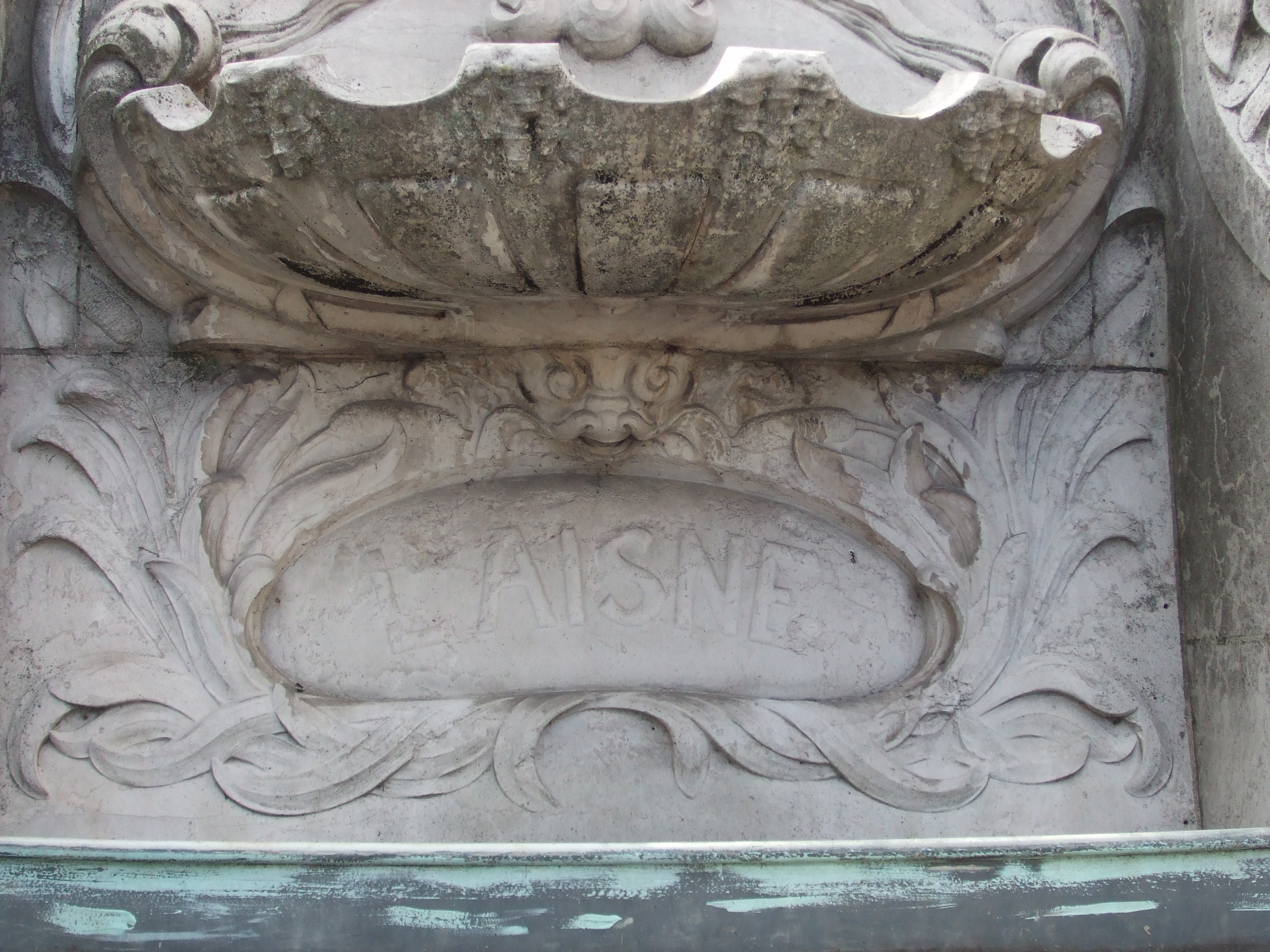
L'Aisne.
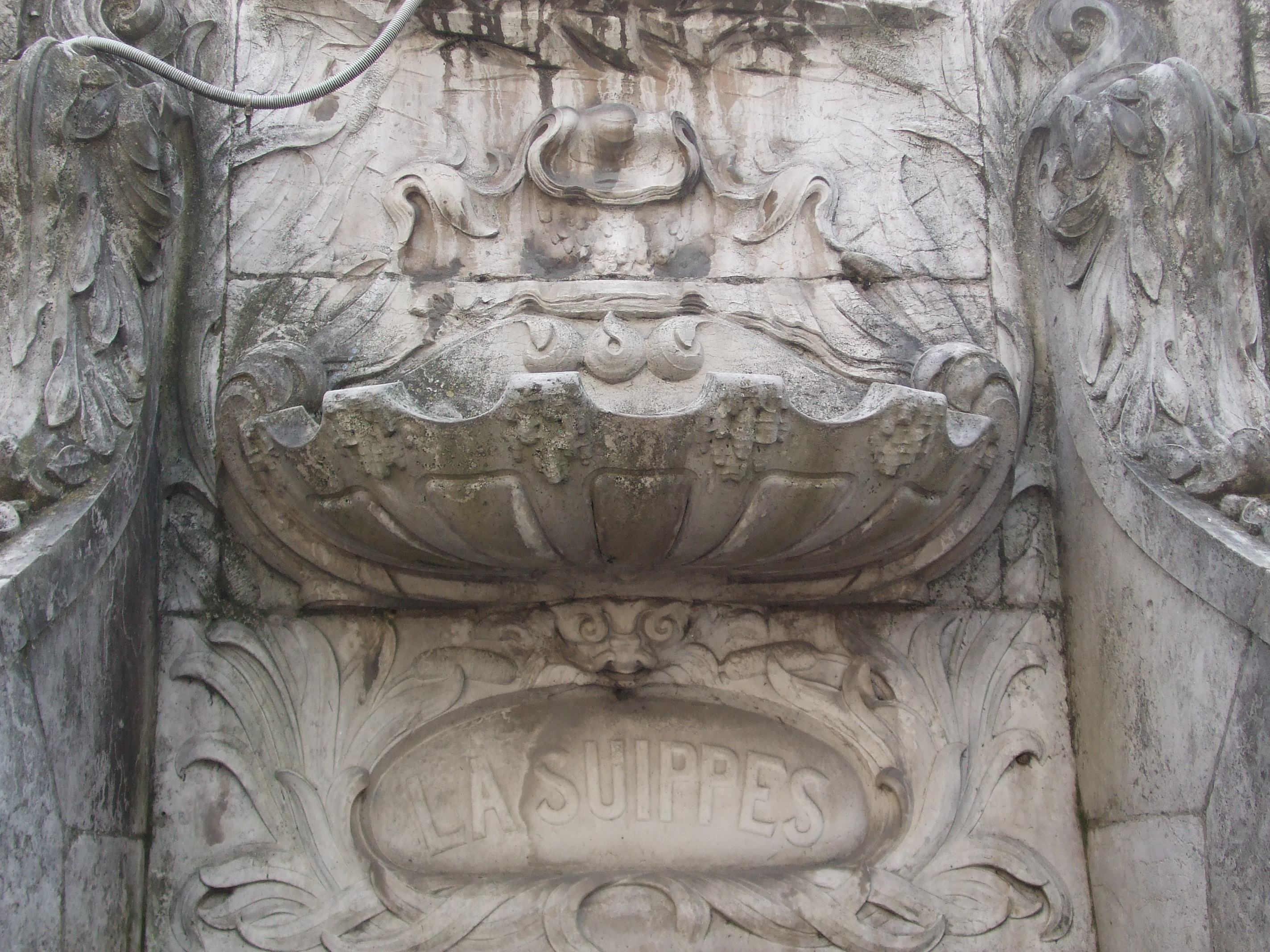
La Suippes.